# 代夫尼亞
代夫尼亞是保加利亞的城鎮，位於該國東部，距離首府瓦爾納25公里，由瓦爾納州負責管轄，海拔高度48米，是主要的化學工業和重工業中心，2009年人口8,383。靠近黑海。在奧斯曼時期就是傳統工業的中心。也是重要的交通據點。

## 外部連結
- Devnya municipality website
- 3rd century CE Marcianopolis coinage